# 맨아래갑상동맥
맨아래갑상동맥(thyroid ima artery, thyroidea ima artery, thyroid artery of Neubauer, lowest thyroid artery) 또는 최하갑상선동맥(最下甲狀腺動脈)은 머리와 목의 동맥으로, 해부학적 변이이다. 존재하는 경우 갑상샘에 주로 혈액을 공급하며, 그 외에도 드물지만 기관, 부갑상샘, 가슴샘에도 혈액을 공급할 수 있다. 또한 한쪽 또는 양쪽 아래갑상동맥이 존재하지 않는 경우 이를 보상하기 위해 존재한다고도 보고되었으며, 일부 소수의 사람들에서는 갑상샘에 혈액을 공급하는 유일한 동맥이다. 맨아래갑상동맥의 기원, 크기, 혈액 공급, 끝나는 지점은 다양하며, 인구의 대략 3.8%에 존재한다. 성인보다 태아에서 4.5배 더 흔하다. 드물게 존재하며 그 양상이 다양하기 때문에, 특히 기관절개술이나 다른 기도확보 수술 중에 외과적 합병증의 원인이 될 수 있다.

## 구조

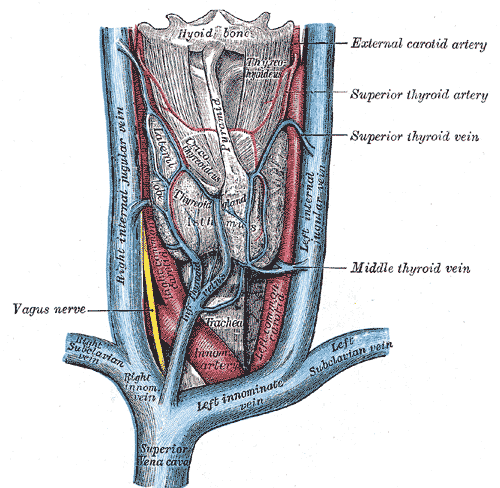
갑상샘의 정맥. 맨아래갑상동맥이 표시되어 있지는 않지만 그 시작 지점과 경로는 볼 수 있다.

맨아래갑상동맥은 원래 태아순환에 속하는 배아의 동맥으로, 혈관이 막히지 않고 태어날 때 열린 채로 남으면서 생긴다.
맨아래갑상동맥의 시작 지점에는 변이가 많다. 대부분은 팔머리동맥에서 갈라져 나오지만, 그 외에도 대동맥활, 오른온목동맥, 빗장밑동맥, 심장가로막동맥, 갑상목동맥, 어깨위동맥, 속가슴동맥 등에서 시작되기도 한다. 기관의 앞쪽에서 주행하며 위세로칸에서 갑상샘 아래쪽까지 올라간다.
크기 역시 덧갑상동맥처럼 작기도 하지만 갑상샘의 주된 혈관들만큼 큰 경우도 있다. 동맥 내강의 직경은 3~5mm 정도이다. 갑상샘의 부수적인 동맥 역할을 하기도 하지만, 간혹 하나 이상의 주된 갑상샘 혈관이 부전 상태이거나 존재하지 않을 때에는 그 역할을 보상할 수 있다. 맨아래갑상동맥은 갑상샘 아래쪽에서 시작하여 위로 올라가기 때문에 대개 아래갑상동맥의 크기가 작거나 없을 때 그 역할이 중요해진다. 이런 경우에는 덧아래갑상동맥(accessory inferior thyroid artery)이라고 한다. 드물게는 한쪽 또는 양쪽 위갑상동맥이 결핍된 경우 이를 보상할 수 있다.
맨아래갑상동맥의 길이가 짧은 경우 가슴샘에 혈액을 공급하며 끝나며 thymica accessoria(덧가슴샘동맥)라고 한다.

## 기능

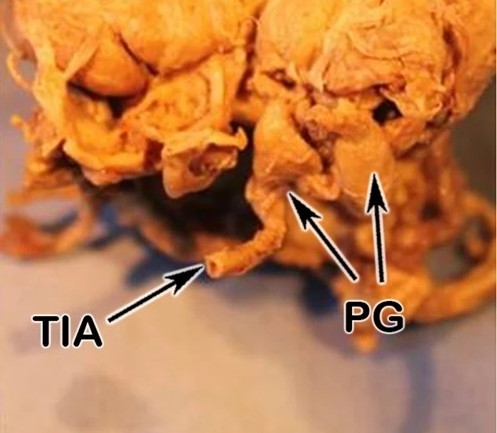
맨아래갑상동맥이 TIA(Thyroid Ima Artery)로, 부갑상샘이 PG(Parathyroid Gland)로 표시되어 있다.

맨아래갑상동맥이 존재하는 경우 혈액 공급 장소는 주로 갑상샘이지만, 기관에도 혈액을 공급한다. 부갑상샘까지 뻗어 나가 혈액을 공급하기도 한다. 맨아래갑상동맥은 드물게 관찰되는 동맥이지만 부갑상샘종으로 인해 부갑상샘이 비대해진 환자들에서 더 자주 발견된다. 갑상샘이나 부갑상샘에서 하나 또는 여러 개의 가지로 혈액을 공급하며 끝난다. 드물지만 부갑상샘에만 혈액을 공급하는 유일한 동맥인 경우도 있다.

## 임상적 중요성
대략 3 ~ 10%의 사람들에서만 맨아래갑상동맥이 존재한다. 맨아래갑상동맥은 그 크기가 비교적 작고 드물게 존재하므로 수술 중 대량 출혈과 같은 문제를 일으킬 수 있어 외과적으로 중요하다. 기관절개술, 복장뼈절개술, 갑상샘절제술 등의 수술에서 특히 이 동맥에 대해 알고 있는 것이 중요하다. 맨아래갑상동맥은 다른 갑상샘의 혈관들보다 크기가 작고 다른 큰 혈관에서 갈라져 나오므로, 수술 중 부주의한 절단으로 인해 심각한 출혈과 많은 양의 혈액 손실 등의 문제로 이어질 수 있다. 절개된 경우 뒤쪽으로 빠져 가슴세로칸으로 들어가면서 가슴안의 출혈과 혈전을 유발할 수 있다.

## 역사
맨아래갑상동맥은 1772년 독일의 해부학자 요한 에른스트 노이바우어에 의해 처음으로 밝혀졌다. 따라서 노이바우어의 갑상동맥(thyroid artery of Neubauer)이라는 이름이 붙었다. 아래갑상동맥보다 그 시작 지점이 아래이므로 가장 낮은 갑상동맥으로도 알려졌다. Arteria thyroidea ima는 라틴어 이름이다.

## 다른 동물들에서
맨아래갑상동맥은 인간 외의 진원류에서도 발견된다. 고릴라, 긴팔원숭이, 마카크, 회색랑구르 등에서 맨아래갑상동맥의 존재가 보고되었다. 시작 지점의 변이도 알려졌는데, 가슴의 대동맥이나 목동맥에서 갈라져 나오는 것이 발견되었다.